# Pusher
Pusher (bra: Pusher) é um filme produzido na Dinamarca em 1996, dirigido por Nicolas Winding Refn.
Primeiro filme do cineasta Nicolas Winding Refn, esse filme deu origem a mais dois filmes que formam uma trilogia sobre o mundo das drogas em Copenhaga na capital da Dinamarca. O segundo filme é Pusher II (2004) e o último Pusher III (2005).

## Sinopse
Frank e o seu amigo Tonny percorrem as ruas da Dinamarca vendendo e usando drogas, arrumando brigas, transando com mulheres e buscando negociações cada vez maiores. Uma dessas negociações dá errado e Frank contrai uma dívida alta com outro traficante. Sem ter como pagar e conhecendo como as coisas funcionam entre os traficantes, Frank corre contra o tempo e adota medidas desesperadas para tentar salvar a própria vida.

## Elenco
- Kim Bodnia....  Frank
- Zlatko Buric.... Milo
- Laura Drasbæk ....Vic
- Slavko Labovic.... Radovan
- Mads Mikkelsen....  Tonny
- Peter Andersson ....Hasse
- Thomas Bo Larsen ....Drogado
- Lars Bom ....Policial